# Torre del Senyor
Torre del Senyor és una important masia del poble de Sapeira, de l'antic terme ribagorçà de Sapeira, pertanyent actualment al municipi de Tremp. Està situada al nord-est de Sapeira, al vessant sud-oest de lo Tossal, a la dreta del barranc de Llepós.
La masia inclou un edifici principal, habitatge, acompanyat de corrals i pallers; totes les edificacions s'estructuren al voltant d'un pati enllosat. L'habitatge consta de planta baixa, pis i golfes. L'aparell constructiu és de pedra del país sense tallar rejuntada amb fang i arrebossat. Disposa de diverses obertures distribuïdes de manera irregular, combinen formes quadrangulars i rectangulars acabant en llinda de fusta, excepte dues finestres que acaben en arc rebaixat. La coberta és a doble vessant feta amb embigat de fusta i teula àrab.